# Abrigo de La Madeleine
La Madeleine es un yacimiento arqueológico de época paleolítica situado en el municipio de Tursac en el departamento de la Dordoña, en el suroeste de Francia. Fue declarado Patrimonio de la Humanidad por la Unesco en 1979, formando parte del lugar «Sitios prehistóricos y grutas decoradas del valle del Vézère» con el código 85-015.

## Arte paleolítico
Se trata de un abrigo rocoso y no de una cueva. Suministró muy numerosos objetos de arte mobiliar de finales del Paleolítico superior y es el lugar epónimo del Magdaleniense. Lo descubrió y excavó Édouard Lartet de 1863 a 1865. 

## Edad Media

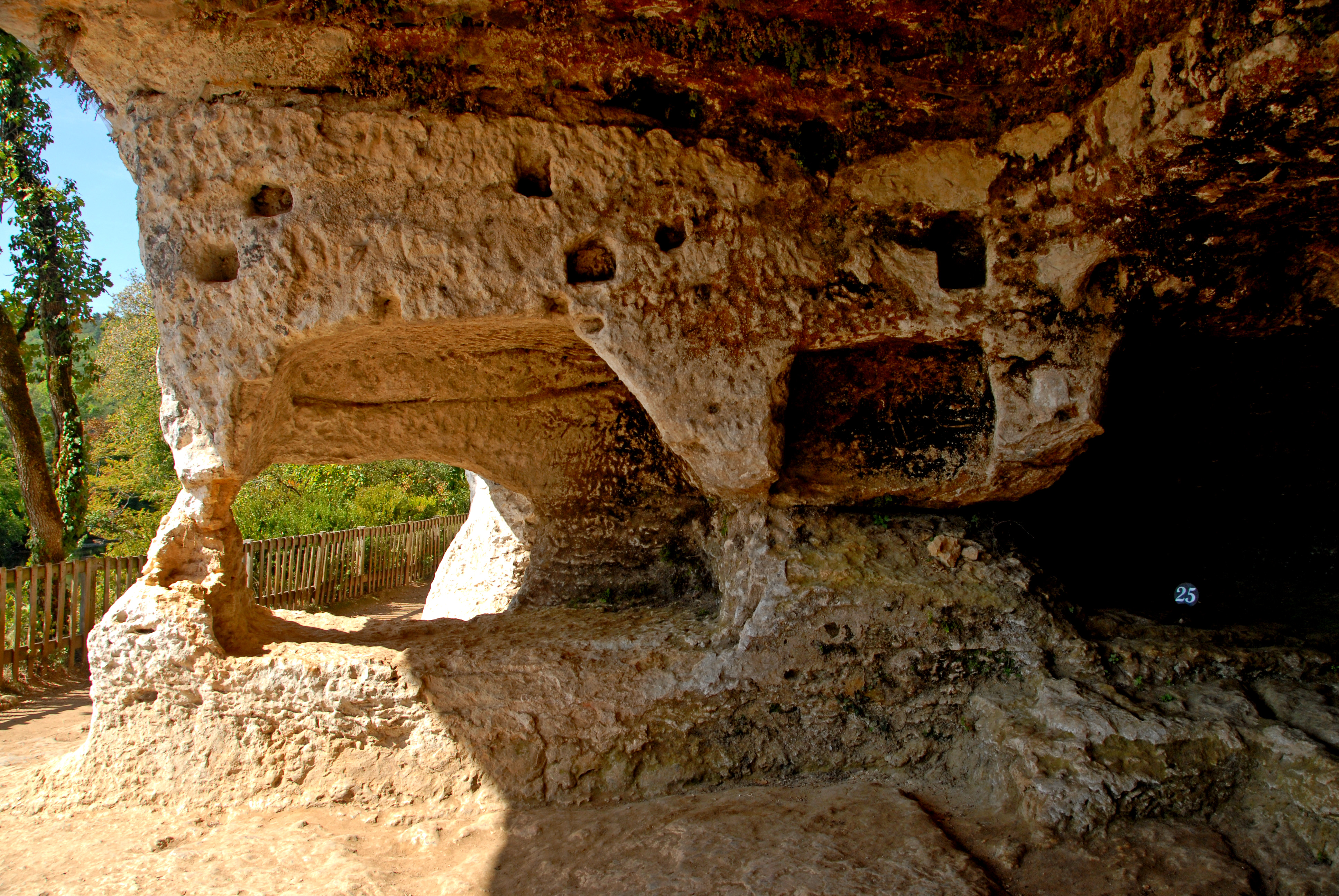
El abrigo de La Madeleine.

El lugar fue ocupado en la Edad Media. Permanece como testimonio de este pueblo troglodita una iglesia parcialmente cavada en la roca y las ruinas de un castillo que dominaba el lugar. 